# Nabhaan Rizwan
Nabhaan Rizwan, né le 7 février 1997 dans l'Essex, est un acteur britannique.

## Biographie

### Jeunesse
Rizwan est né dans l'Essex de parents pakistanais le 7 février 1997. La mère de Nabhaan Rizwan était une enfant actrice qui s'appelle Shahnaz Rizwan. Elle a joué dans le feuilleton indien Yeh Hai Mohabbatein (en). Son père était dramaturge et son frère Mawaan Rizwan (en) est acteur, écrivain et comédien.
Rizwan et sa famille ont rapidement déménagé à Londres et il a grandi à Ilford. Il était plus intéressé par le cricket que par le théâtre. 
Après avoir terminé le A-Level, il a fait du travail auprès de la jeunesse et a joué dans des troupes de théâtre.

### Carrière
Son audition pour la série Informer (en) était l'une de ses premières auditions.
En 2024, il joue dans la série Kaos ou il incarne le personnage de Dionysos, mais la série est annulée par Netflix au bout d'une saison.

## Filmographie

### Cinéma
- 2019 : 1917 : Sepoy Jondalar
- 2020 : Mogul Mowgli : RPG
- 2021 : La Dernière Lettre de son amant : Rory[7]
- 2023 : In Camera (en) : Aden[8]

### Télévision
- 2018 : Informer (en) : Raza Shar (6 épisodes)
- 2019 : The Accident (en) : Tim Das (4 épisodes)
- 2020 : Industry : Hari Dhar (2 épisodes)
- 2021–2022 : Station Eleven : Frank Chaudhary (10 épisodes)
- 2023 : Juice (en) : Isaac Jamshidi (6 épisodes)
- 2024 : Kaos : Dionysos (8 épisodes)
- TBA : Dope Girls (en) : Silas Huxley (6 épisodes)